# Gasparo da Salò

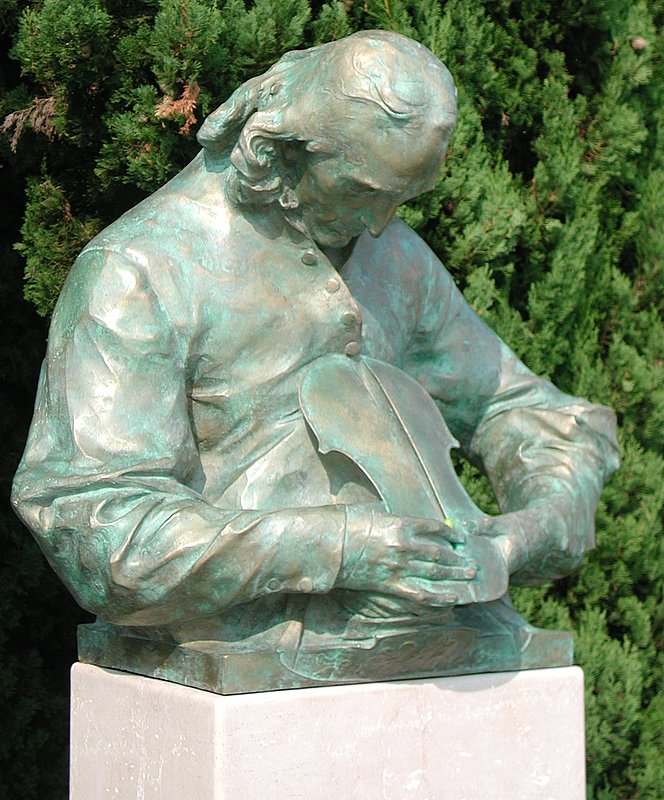
Gasparo da Salò.

Gasparo Bertolotti, conocido como Gasparo da Salò (Salò, 20 de mayo de 1542 – Brescia, 14 de abril de 1609) fue uno de los primeros lutieres e instrumentistas expertos en contrabajo, de quien existe un muy detallado registro histórico (cerca de 100 documentos y aproximadamente 80 instrumentos originales).

## Datos biográficos

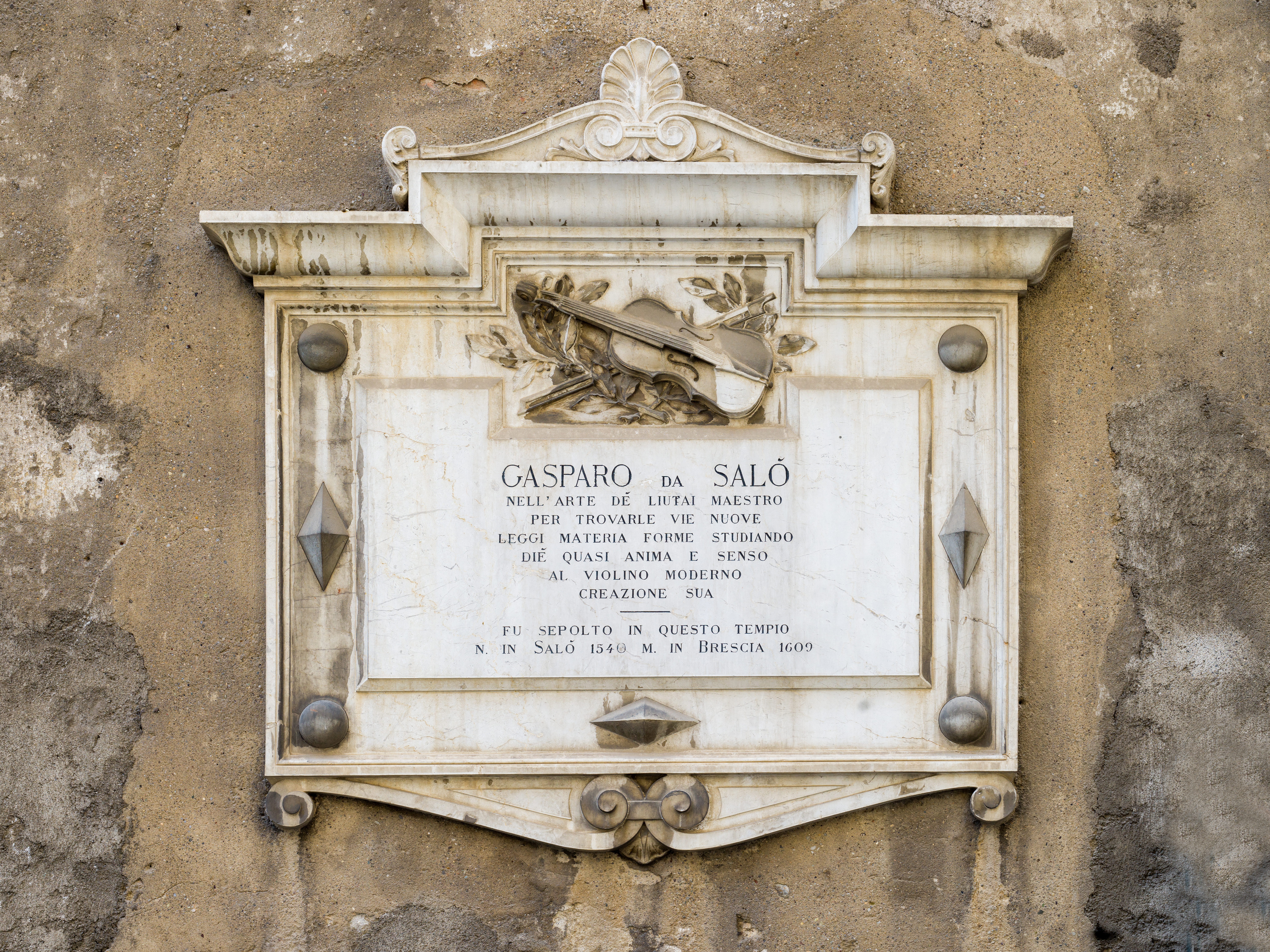
Placa conmemorativa de Gasparo da Saló en Brescia, Italia.

Nació en Salò, a orillas del lago de Garda, en el seno de una familia con diversos intereses legales, artísticos y musicales. Su abuelo Santino, dueño de tierras y rebaños, probablemente fabricante de cuerdas de instrumentos musicales, se mudó de Polpenazze del Garda a Salò, capital de la Riviera del Garda, para brindarle más oportunidades a su familia. El ámbito artístico y musical en Salò era muy abundante y efervescente. Gasparo es hijo y sobrino de dos hermanos músicos, instrumentistas y compositores del más alto nivel profesional, Francesco y Agostino di Bertolotti, suficientemente especializados como para ser llamados en documentos los «violì», o incluso en la forma extendida, para evitar dudas, los «violini».
Su tío Agostino además de ser un experto en instrumentos musicales, se convertiría en el primer maestro de capilla de Salò, y su hijo Bernardino, primo de Gasparo, llegó a ser un virtuoso músico (violinista y trombonista) trabajando antes en Ferrara en la impactante corte musical de Este, luego en Mantua junto a Vincenzo I Gonzaga durante la presencia de Monteverdi, y después en Roma como «músico de Su Santidad el Papa en el Castillo Sant'Angelo».
La educación musical de Gasparo, del más alto nivel, aconteció en la vida familiar, así como siguiendo los pasos de los liristas y violeros de Salò activos en la Basílica de San Marcos en Venecia, y los de los violinistas de Brescia activos también en Venecia y en las cortes europeas de principios de 1540 hasta finales de siglo. Además su educación interpretativo-musical, probablemente alcanzada por emulación de los padres y acompañando al dúo de violinistas de la familia, debió de ser bastante fuerte, como testimonia el hecho de que en un documento fechado en Bergamo en 1604, con respecto a la música en Santa Maria Maggiore, se le cita como virtuoso violinista.
Cuando su padre muere, alrededor de 1562, se muda a Brescia. Alquila inmediatamente una casa con taller en la Contrada degli Antegnati, centro de la vida musical, por la presencia de la famosa dinastía de fabricantes de órganos y otros poliinstrumentistas talentosos en la Seconda Quadra di San Giovanni, frente al Palazzo Vecchio del Podestà (actual Via Cairoli), casándose pronto. La posibilidad de alquilar casi inmediatamente una casa con taller, a pesar de las pocas posibilidades derivadas de la división de la herencia, pequeña debido al número de hermanos y hermanas, testimonia muy probablemente una gran habilidad para fabricar cuerdas, como indica también el hecho de que, tres años después, el trabajo y las ganancias le permitieron desposar a Isabetta Cassetti, hija de un alfarero y vidriero. Además de eso, mantuvo amistades y participaciones con razones artísticas profesionales como Girolamo Virchi, uno de los artesanos-artistas más prominentes de la ciudad, definido en el documento de 1563 «maestro de musica instrumentis», quien en 1565 sería padrino de Francesco, hijo de Gasparo, el primero de otros seis, tres varones llamados Marcantonio, de los cuales dos murieron casi inmediatamente, y tres hijas.
Además, en ese barrio vivieron dos organistas muy famosos de la Catedral de Brescia, Fiorenzo Mascara y su sucesor Constanzo Antegnati, y un muy buen violinista, Giuseppe Biagini. Como muchos otros poliinstrumentistas de Brescia, Mascara fue también un excelente violgambista.